# Álvaro Pillado
Álvaro Sebastián Pillado Irribarra (Concepción, 24 de septiembre de 1986) es un abogado y político chileno, miembro de la Unión Demócrata Independiente (UDI). Se desempeñó como subsecretario de Bienes Nacionales y director de la División de Organizaciones Sociales (DOS) en el segundo mandato del presidente Sebastián Piñera Echenique.
Es hijo de Carlos Pillado López y Miryam Irribarra Villagrán y tiene dos hermanos.

## Vida pública
Fue presidente nacional de la juventud del partido Unión Demócrata Independiente (UDI) y en 2011 fue elegido como uno de los "100 jóvenes líderes" de Chile por revista El Sábado de diario El Mercurio. En el primer gobierno de Sebastián Piñera fue subdirector Nacional del Instituto Nacional de la Juventud (INJUV) y luego asesor legislativo en el Senado.
Entre 2018 y 2019 ejerció como director de la División de Organizaciones Sociales (DOS) de la Secretaría General de Gobierno y el 11 de noviembre de 2019 el presidente Sebastián Piñera Echenique lo nombró subsecretario de Bienes Nacionales.

## Historial electoral

### Elecciones parlamentarias de 2017
- Elecciones parlamentarias de 2017 a Diputado por el Distrito N°13 (El Bosque, La Cisterna, Lo Espejo, Pedro Aguirre Cerda, San Miguel y San Ramón)[7]